# Cornisepta pacifica
Cornisepta pacifica is een slakkensoort uit de familie van de Fissurellidae. De wetenschappelijke naam van de soort is voor het eerst geldig gepubliceerd in 1969 door Cowan.